# Исаев, Николай Васильевич (Герой Советского Союза)
Николай Васильевич Исаев (24 декабря 1911 года, Санкт-Петербург — 26 октября 1988 года, Львов) — советский лётчик-истребитель, генерал-майор авиации (1953), Герой Советского Союза (1945).

## Молодость и начало военной службы
Родился в г. Санкт-Петербурге в семье рабочего. Рос без отца, погибшего в 1917 году. Окончил школу фабрично-заводского ученичества «Ленсельпром» при Первой конфетно-шоколадной фабрике имени Самойловой в Ленинграде в 1930 году, затем работал на этой фабрике. С мая 1933 года работал в отделе кадров треста «РОСАТ», с апреля 1934 — заведующий столовой на фабрике-кухне имени Смольнинского райсовета. Увлекался спортом, играл в молодёжной сборной по футболу Ленинграда. Член ВКП(б) с 1932 года.
В сентябре 1934 года призван в Красную Армию. В 1936 году окончил 1-ю военную школу лётчиков имени А. Ф. Мясникова. С декабря 1936 года проходил службу пилотом и младшим лётчиком 26-й истребительной авиаэскадрильи ВВС ОКДВА (Хабаровск). С июля 1938 года — помощник командира эскадрильи в 18-м истребительном авиационном полку 20-й истребительной авиационной бригады ВВС 2-й Краснознамённой армии на Дальнем Востоке. С началом боевых действий у озера Хасан в августе 1938 года полк был приготовлен для перелёта из Хабаровска в зону конфликта, но в связи с началом мирных переговоров это решение было отменено.
С 1939 года стал лётчиком-политработникомкомиссаром, ему было присвоено воинские звание старший политрук, а в 1942 году — батальонный комиссар.
С ноября 1939 по март 1940 года принимал участие в советско-финской войне, будучи военкомом эскадрильи 7-го истребительного авиационного полка. Летал на истребителе И-16, выполнил 51 боевой вылет, в воздушном бою 5 марта 1940 в районе станции Симмола сбил лично финский бомбардировщик Bristol Blenheim. По другим данным, на финской войне сбил лично 2 самолёта. За отличие в боевых действиях награждён орденом Красного Знамени, который ему лично вручил в Кремле председатель Президиума Верховного Совета СССР М. И. Калинин.
В марте 1940 года был назначен военкомом эскадрильи 131-го истребительного авиационного полка ВВС Одесского военного округа (полк дислоцировался в Запорожье).

### Великая Отечественная война
На фронте — с начала войны. В июле 1941 года 131-й истребительный авиационный полк был передан в 20-ю смешанную авиадивизию ВВС 9-й армии Южного фронта, участвовал в приграничных сражениях в Молдавии, в Тираспольско-Мелитопольской и Донбасской оборонительных операциях. В трудных боях 1941 года проявил личную отвагу, в боевом вылете на штурмовку наземных войск 18 августа 1941 года был ранен в руку попаданием зенитного снаряда, после госпиталя вернулся в полк. Вторично подбит истребителями осенью 1941 г, выполнил вынужденную посадку. За бои под Ростовом и Кировоградом награждён орденом Ленина. На момент награждения имел 61 боевой вылет и 1 сбитый самолёт противника, кроме того в наградном листе указывается, что старший политрук Исаев «лётчик-истребитель, летающий на самолёте И-16 днем и ночью в любых метеоусловиях».
23 декабря 41-го года награждён орденом Красной Звезды, на момент награждения согласно наградного листа имел 91 боевой вылет (из них на штурмовку — 25) и 2 сбитых немецких самолёта.
В декабре 1941 года третью эскадрилью 131-го иап переводят в 55-й истребительный авиационный полк (7 марта 1942 года переименован в 16-й гвардейский истребительный авиационный полк), тогда же старший политрук Н. В. Исаев назначен заместителем командира полка В. П. Иванова по лётной части, а позднее штурманом полка. 25 июля 1942 года В. П. Иванов получает серьёзную травму руки и убывает на лечение в тыл, вместо него командиром 16-го гвардейского истребительного авиаполка 31 июля 1942 года назначается батальонный комиссар Н. В. Исаев. В этом полку принимал участие в Донбасско-Ростовской оборонительной операции, Ростовской наступательной операции, битве за Кавказ, в воздушных сражениях на Кубани, в Донбасской, Мелитопольской и Никопольско-Криворожской наступательных операциях. Полк сражался в них в составе 4-й воздушной армии на Южном и Северо-Кавказском фронтах, в 8-й воздушной армии на Южном и Юго-Западном (в августе 1943 года) фронтах.
Командовал полком по март 1944 года. С марта 1944 подполковник Н. В. Исаев — заместитель командира 9-й гвардейской истребительной авиационной дивизии Ибрагима Магометовича Дзусова, а затем и сменившего его А. И. Покрышкина, который совсем недавно был подчинённым Исаева и часто конфликтовал с ним. Поменявшись ролями, старые сослуживцы не сработались друг с другом, и Исаев был переведён в другую часть, причём с повышением по службе.
8 июня 1944 года Н. В. Исаев назначен командиром 273-й истребительной авиационной дивизии в 16-ю воздушную армию 1-го Белорусского фронта. В июле 1944 года ему присваивается звание гвардии полковника. Во главе дивизии сражался до Победы, участвовал в Белорусской, Висло-Одерской, Восточно-Померанской, Берлинской наступательных операциях. Лично продолжает совершать боевые вылеты, в основном на штурмовку наземных целей. На февраль 1945 года имел 272 боевых вылета. Провёл 38 воздушных боёв, лично сбил 9 самолётов противника, а также 4 — в группе (по данным наградного листа), по исследованиям М. Ю. Быкова из числа этих побед подтверждёнными являются 5 лично сбитых самолётов. Имел 4 ранения в боях (18.08.1941, 16.12.1941, 12.07.1943 и 21.12.1943). За период его командования дивизией её летчиками сбито 295 немецких самолётов.
6 апреля 1945 года гвардии полковнику Николаю Васильевичу Исаеву присвоено звание Героя Советского Союза с вручением ордена Ленина и медали «Золотая Звезда» (№ 4909).

### Конфликт с Покрышкиным
Из мемуаров прославленного лётчика А. И. Покрышкина известно о серьёзном и продолжительном конфликте между ним и командиром полка Н. В. Исаевым.
Ни в одних из мемуаров Покрышкина, изданных в Советское время, Исаев не назван своей настоящей фамилией. Например, в книге «Небо войны», изданной в 1980 году, он фигурирует как «Краев». В более поздних мемуарах «Познать себя в бою», вышедших 1986 году, он «Заев». Только в последнем издании «Познать себя в бою» 2007 года, восстановленном по оригинальной рукописи Покрышкина и вышедшем без купюр, он назван своей настоящей фамилией.
Покрышкин описывает неоднократные стычки с Исаевым по самым разнообразным вопросам: тактики применения истребителей, количеству выделяемых самолётов для выполнения различных задач, принципам комплектования групп и т. п.
Кроме того, Покрышкин в своих мемуарах обвиняет Исаева в тактической безграмотности и отдаче множества необдуманных приказов. По мнению Покрышкина, следствием подобных приказов не раз становилась гибель лётчиков полка, в чём он прямо и обвиняет Исаева. Однако будучи подчинённым Исаева, Покрышкину было трудно либо вовсе невозможно повлиять на ход событий.

### После войны

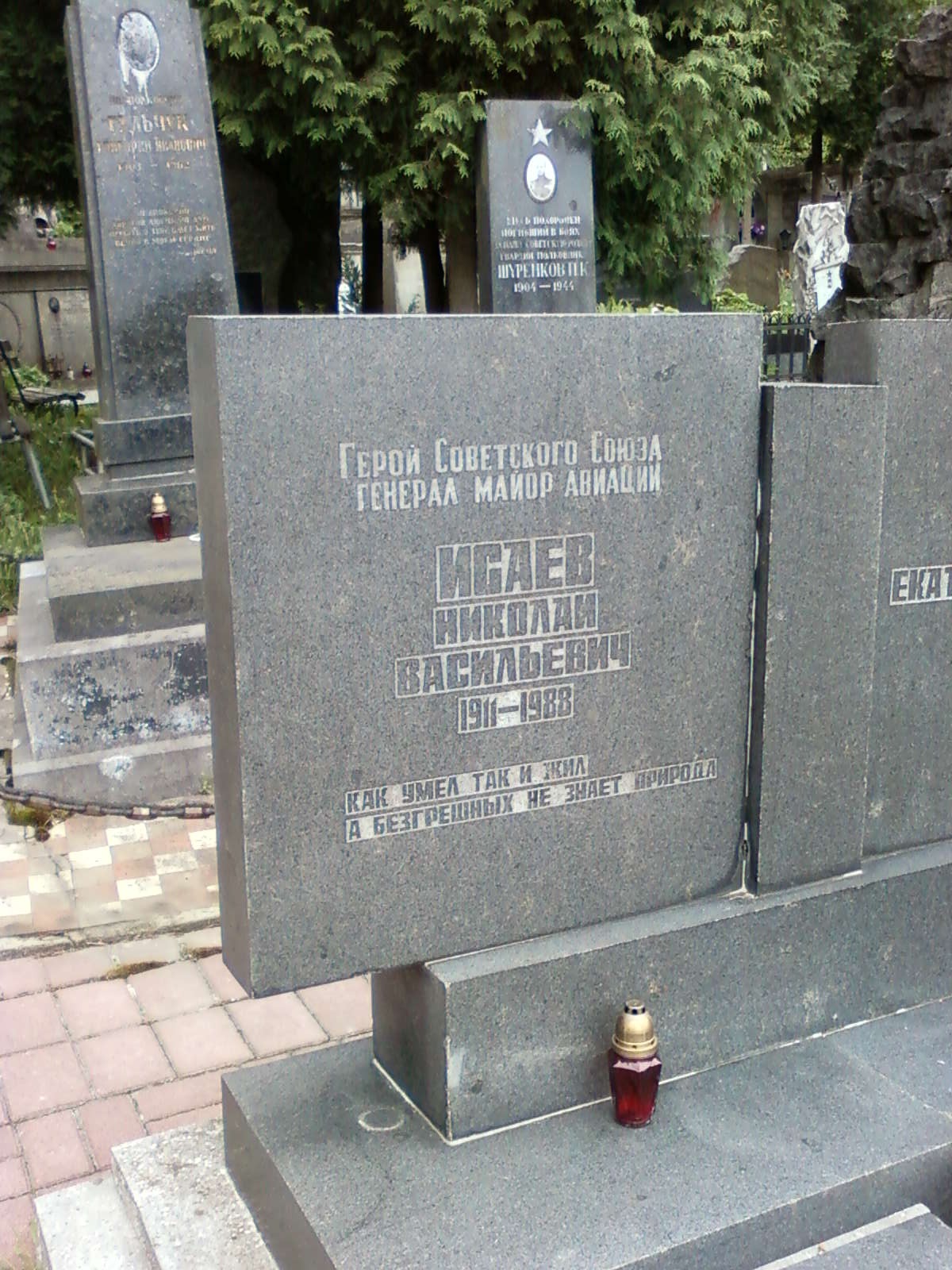
Могила Героя Советского Союза Николая Исаева на Лычаковском кладбище во Львове.

В сентябре 1945 года был направлен на учёбу, в 1946 году окончил курсы усовершенствования командиров и начальников штабов авиационных дивизий при Военно-воздушной академии. После их окончания назначен в октябре 1946 года командиром 265-й истребительной авиационной дивизии 16-й воздушной армии в Группе оккупационных войск в Германии. С октября 1947 по декабрь 1949 года командовал 2-й смешанным авиационным корпусом на Дальнем Востоке.
В 1951 году окончил Высшую военную академию имени К. Е. Ворошилова. С сентября 1951 года служил командующим войсками Прикарпатского приграничного района воздушной обороны — заместителем командующего 57-й воздушной армией Прикарпатского военного округа, с августа 1953 — заместителем командующего 57-й воздушной армией по противовоздушной обороне, с января 1957 — заместителем командующего Прикарпатского военного округа по Войскам ПВО страны. С ноября 1958 года — заместитель командующего Северной армией ПВО по боевой подготовке. В феврале 1960 года генерал-майор авиации Н. В. Исаев уволен в запас.
Жил в Львове. Работал общественным директором мемориального народного музея г. Львов, ответственным секретарём Львовской секции Советского Комитета ветеранов войны.
Умер 26 октября 1988 года во Львове и похоронен на Лычаковском кладбище. На могильной плите высечена надпись «Как умел — так и жил, а безгрешных не знает природа…».

## Награды и звания
- Звание Герой Советского Союза (Указ Президиума Верховного Совета СССР от 6 апреля 1945 года)
- Два ордена Ленина (5.11.1941, 6.04.1945)
- Три ордена Красного Знамени (1.05.1940, 16.09.1943, 26.10.1955).
- Два ордена Кутузова II степени (23.07.1944, 29.05.1945)
- Орден Отечественной войны I степени (11.03.1985)
- Два ордена Красной Звезды (23.12.1941, 15.11.1950)
- Медаль «За боевые заслуги» (3.11.1944)
- Медаль «За оборону Кавказа» (1.05.1944)
- Медаль «За победу над Германией в Великой Отечественной войне 1941—1945 гг.» (9.05.1945)
- Другие Медали СССР.

## Сочинения
- Исаев Н. В. (литературная запись Розы Викторовны Конышевой). Этот день мы приближали как могли. — Львов: Каменяр, 1984. — 15 000 экз.